# Rachel Hill
Rachel Morgan Hill (Rollinsford, Nuevo Hampshire, Estados Unidos; 17 de abril de 1995) es una futbolista estadounidense que juega de delantera para el Chicago Red Stars de la National Women's Soccer League (NWSL) de Estados Unidos.
En 2020, el Chicago Red Stars fichó a Hill en un intercambio con el Orlando Pride en el draft universitario de la NWSL.

## Estadísticas

### Clubes
| Club              | País           | Año             |
| ----------------- | -------------- | --------------- |
| Orlando Pride     | Estados Unidos | 2017 - 2019     |
| Perth Glory       | Australia      | 2017 - 2019     |
| Chicago Red Stars | Estados Unidos | 2020 - presente |